# Parque Nacional dos Voyageurs

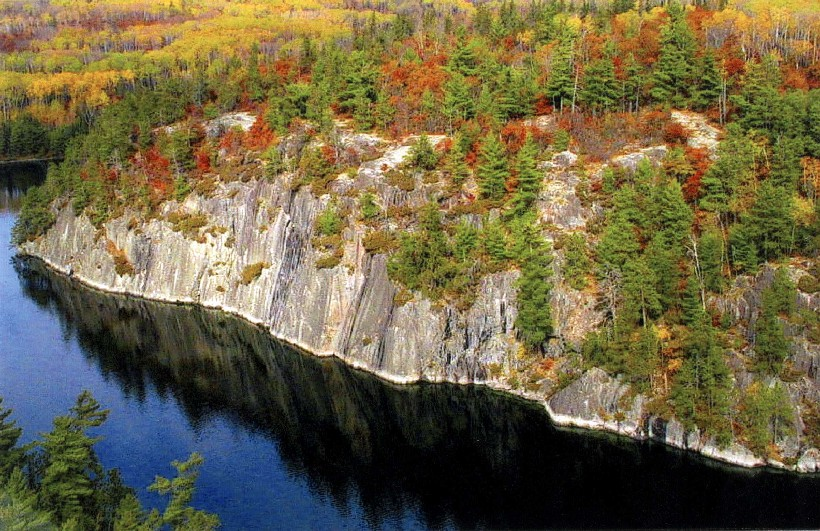
Paisagem no Parque Nacional dos Voyageurs em 2005.

Voyageurs National Park é um parque nacional localizado nos Estados Unidos.